# تشارلز إيفانز (لاعب كريكت)
تشارلز إيفانز (19 فبراير 1866 في المملكة المتحدة - 12 يناير 1956 في المملكة المتحدة)  (بالإنجليزية: Charles Evans)‏ هو لاعب كريكت بريطاني (وحمل سابقاً جنسية المملكة المتحدة لبريطانيا العظمى وأيرلندا). لعب مع نادي مقاطعة ديربيشاير للكريكت ‏.